# Oakland Stompers
Gli Oakland Stompers sono stati una franchigia calcistica statunitense, con sede ad Oakland, California.

## Storia
Per la stagione 1978 fu trasferita a Oakland, in California, la franchigia dei Connecticut Bicentennials dove assunse il nome di Oakland Stompers.
Ingaggiarono a cartellino libero il portiere Shep Messing, che ebbe l'ingaggio record per un calciatore nativo statunitense di 100.000$.
La squadra, affidata inizialmente alla guida tecnica dello jugoslavo Mirko Stojanović, non ottenne i risultati sperati, arrivando quarta e fallendo l'accesso ai play-off. L'ennesimo insuccesso portò a un ulteriore cambiamento di città, e gli Stompers lasciarono la baia di San Francisco per stabilirsi in Canada ad Edmonton dove assunsero il nome Edmonton Drillers.

## Allenatori
- 1978  Mirko Stojanović
 Ken Bracewell
 Shep Messing (interim)[1]
 Karl-Heinz Mrosko